# Trapholt
Trapholt er et museum for moderne kunst og design, beliggende i Kolding og indviet i 1988. Museet kaldes også for det "jyske Louisiana", hvilket kan skyldes dets beliggenhed ved Kolding Fjord med en kombination af gammel og ny bygningsarkitektur – eller at det ligeledes har fokus på moderne billedkunst.[kilde mangler].
Museet indeholder også et møbelmuseum med nutidig dansk møbeldesign og samlinger af kunsthåndværk, primært keramik og tekstil. Desuden er museets samling på mere end 500 stole fra det 20. århundrede Danmarks største. Bygningsstilen i denne del af museet er inspireret af Guggenheim-museet i New York med spiralgangen.
Museet er omgivet af en skulpturpark og rummer en permanent udstilling med Richard Mortensen malerier og Arne Jacobsens unikke[kilde mangler] Kubeflex sommerhus.
Dertil kommer et væld af skiftende særudstillinger.

## Trapholtfonden
I 1972 oprettedes Trapholtfonden af Helene og Gustav Johannes Lind. Ved oprettelse af fonden afstod ægteparret 23 tønder land til Kolding Kommune. Til gengæld forpligtede kommunen sig til at oprette et kunstmuseum på Trapholt og yde fonden årligt tilskud. Helene Lind døde 8. april 1980 og Gustav Lind 20. juni 1984.
- Interiør 2004